# ムシャブルイ
『ムシャブルイ』は、スケボーキングのインディーズでのスタジオ・アルバム。1998年10月25日発売。発売元はワーナーインディーズネットワーク / VYBE MUSIC。

## 収録曲
編曲：SBK
1. SBKのテーマ
  - 作詞：SHUN、SHIGEO / 作曲：SHIGEO
2. 風
  - 作詞：SHUN、SHIGEO / 作曲：SHIGEO
3. 太陽
  - 作詞：SHUN / 作曲：SHIGEO
4. 危機一髪
  - 作詞：SHUN、SHIGEO / 作曲：MAC
5. 雨~INTERLUDE~
  - 作曲：MAC
6. 神経衰弱
  - 作詞：SHIGEO / 作曲：SHUYA
7. つるみたい　つるまない
  - 作詞：SHUN、SHIGEO / 作曲：SHIGEO
  - インディーズ時代の2ndシングル
8. パンチドランカー~INTERLUDE~
  - 作曲：SHUYA
9. のみ会98
  - 作詞：SHUN / 作曲：SHUYA
10. ビンゴ
  - 作詞：SHUN / 作曲：SHIGEO
  - インディーズ時代の1stシングル
11. いつかどこか（TSUTCHIE MIX）
  - 作詞：SHUN、SHIGEO / 作曲：SHUYA / REMIX：TSUTCHIE
  - インディーズ時代の1st EP「いつかどこか」のリミックス。
  - SHAKKAZOMBIEのTSUTCHIEがリミックスを手掛ける。
12. 太陽(DJバリ"K"~ん REMIX)
  - 作詞：SHUN / 作曲：SHIGEO/ REMIX：DJバリ"K"~ん[1]
  - DJバリ"K"~んによるリミックス。

## 参加ミュージシャン
- SHIGEO: MC
- SHUN: MC
- HAKUCHO: GUITAR
- MASH: BASS
- MAC: DRUMS
- SHUYA: DJ